# Guldbagge 1969
La 6ª edizione del Premio Guldbagge, che ha premiato i film svedesi del 1968 e del 1969, si è svolta a Stoccolma il 13 ottobre 1969, presentata da Olof Palme.

## Vincitori
Miglior film
- Den vita sporten, registi vari

Miglior regista
- Bo Widerberg - Adalen '31 (Adalen 31)

Miglior attrice
- Liv Ullmann - La vergogna (Skammen)

Miglior attore
- Roland Hedlund - Adalen '31 (Ådalen 31)

Premio speciale
- Rune Waldekranz